# アレクサンドル・ヴィクトレンコ
アレクサンドル・ヴィクトレンコ（ロシア語: Александр Степанович Викторенко、Aleksandr Stepanovich Viktorenko、1947年3月29日 - 2023年8月10日（訃報発表日））は、カザフ・ソビエト社会主義共和国北カザフスタン州オルギンカ出身の宇宙飛行士である。既婚で子供が2人いる。
ロシア空軍で大佐を務めた。1978年3月23日に宇宙飛行士に選ばれ、1997年5月23日に引退した。ソユーズTM-3、ソユーズTM-8、ソユーズTM-14、ソユーズTM-20の4つのミッションで機長を務め、合計で489日間を宇宙で過ごした。ソ連邦英雄を受章。
2023年8月10日にガガーリン宇宙飛行士訓練センターから訃報が発表された。76歳没。